# Johann Ernst Hebenstreit

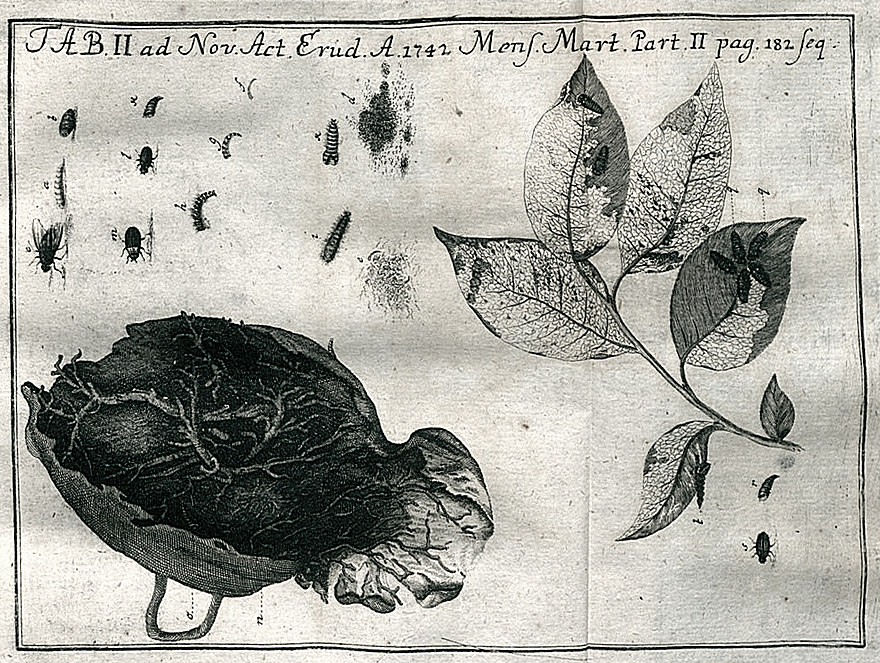
Illustrazione alla recensione de De Vermibus, Anatomicorum administris, Commentatio pubblicata sugli Acta Eruditorum del 1742

Johann Ernst Hebenstreit (Neustadt an der Orla, 15 gennaio 1703 – Lipsia, 5 dicembre 1757) è stato un botanico e naturalista tedesco.

## Biografia
Studiò presso l'Università di Lipsia, dove nel 1728 si laureò in filosofia e un anno dopo ottenne il dottorato in medicina con la tesi "De viribus minerarum et Mineralium medicamentosis". Nel 1731 divenne membro dell'Accademia Cesarea Leopoldina.
Nel 1731 fu nominato da Augusto II a dirigere una spedizione in Africa per raccogliere campioni di storia naturale e procurarsi animali selvatici per il serraglio reale. Dopo la morte di Augusto nel 1733, la missione fu interrotta e Hebenstreit tornò a Lipsia come professore di medicina. Nel 1737 divenne professore di fisiologia, anatomia e chirurgia e nel 1748 fu nominato decano della facoltà di medicina. Durante i disordini che circondano la rivolta di maggio a Dresda (1849), gli esemplari raccolti dalla spedizione africana furono persi.
Tra le numerose opere scritte di Hebenstreits ci fu un influente studio del 1751 sulla medicina legale chiamato "Anthropologia Forensis sistens medici circa rempublicam", e un catalogo illustrato che coinvolge la raccolta di minerali, fossili e gemme assemblati dal banchiere di Lipsia Johann Christoph Richter (1689-1751) intitolato "Museum Richterianum continens fossilia animalia, vegetabilia marina".